# Dinastía osmanlí
La dinastía osmanlí, también llamada la Casa de Osmán (en turco otomano: خاندان آل عثمان‎, Ḫānedān-ı Āl-ı ʿOsmān; en turco moderno, Osmanlı Hanedanı),  también conocidos como los otomanos (en turco: Osmanlılar), fue la familia gobernante del Imperio otomano desde su fundación en 1299 hasta su disolución en 1922. Según la tradición otomana, la familia se originó en la tribu Kayı, rama de los turcos oguz, bajo Osmán I en el noroeste de Anatolia en el distrito de Bilecik, Söğüt.  
Durante gran parte de la historia del Imperio, el sultán fue el regente absoluto, jefe de Estado y jefe de gobierno, aunque gran parte del poder a menudo pasaba a otros funcionarios como el gran visir. Durante la Primera (1876–1878) y la Segunda Era Constitucional (1908–1920) del Imperio tardío, se promulgó un cambio hacia una monarquía constitucional, en la que el Gran visir asumió el papel de primer ministro como jefe de gobierno y cabeza de una Asamblea General electa.
La familia imperial fue derrocada del poder y el sultanato fue abolido el 1 de noviembre de 1922 durante la Guerra de Independencia turca. Al año siguiente se proclamó la República de Turquía. Los miembros vivos de la dinastía fueron enviados inicialmente al exilio como persona non grata, aunque a algunos se les permitió regresar y vivir como ciudadanos privados en Turquía. En su forma actual, la familia se conoce como familia Osmanoğlu.

## Historia

Animación que muestra el desarrollo de la caligrafía árabe de la tughra; en este caso corresponde a Mahmud II.

De acuerdo a la tradición otomana, la dinastía osmanlí se remonta a una familia de la tribu Kayı de los Turcos Oğuz. La dinastía se originó en los bey (líder) de la tribu Kayı, destacando Ertuğrul, quien fue asignado por el Sultanato de Rum con el dominio de Söğüt y sus alrededores, en el noroeste de Anatolia (actual provincia de Bilecik, Turquía), cerca de la zona fronteriza con el Imperio bizantino. Su hijo, Osman, declaró su independencia de los selyúcidas de Rum en 1299, lo que daría inicio formalmente al Imperio otomano. Tanto la dinastía como el imperio que originó toman su denominación en su honor.
Durante los siglos siguientes, el pequeño dominio de Osman se convirtió en un sultanato que cubrió tres continentes. En 1383, el tercer monarca de la dinastía, Murad I, se declaró sultán, título que mantendrían los gobernantes hasta la disolución del imperio. Sin embargo, dicho título también se le fue otorgado a sus predecesores de forma póstuma.
La sucesión en la dinastía otomana tuvo lugar inicialmente entre los diversos hijos del sultán independientemente de su edad. Esto desembocó en luchas, 
guerras civiles o en verdaderas masacres (la llamada ley del fratricidio). Después de Mehmed III, que tenía 19 hermanos ejecutados en el momento de su ascenso al trono, se introdujo el sistema de Seniorato, que reconocía el derecho de sucesión al miembro masculino mayor de la familia, encerrado, junto con los demás príncipes, en un área separada del palacio.

### Deposición
El sultanato fue abolido en 1922 por el gobierno nacionalista que surgió triunfante de la Guerra de Independencia turca, forzando al sultán Mehmed VI a partir al exilio, y estableciendo una república en Turquía sobre los restos del Imperio otomano tras su disolución. Aunque el establecimiento de la república acabó con el poder político de la dinastía otomana, esta mantuvo por algunos meses el poder religioso bajo la figura de Abdülmecid II, quien se mantuvo como califa hasta 1924, fecha en que el gobierno secularizador de Kemal Atatürk abolió formalmente el califato. Los miembros de la dinastía osmanlí fueron declarados persona non grata, inicialmente. Con el paso de los años, algunos miembros de la dinastía han podido regresar a Turquía, aunque como ciudadanos comunes. De forma civil, los descendientes de la dinastía osmanlí han adoptado el apellido Osmanoğlu.

## Prácticas de sucesión

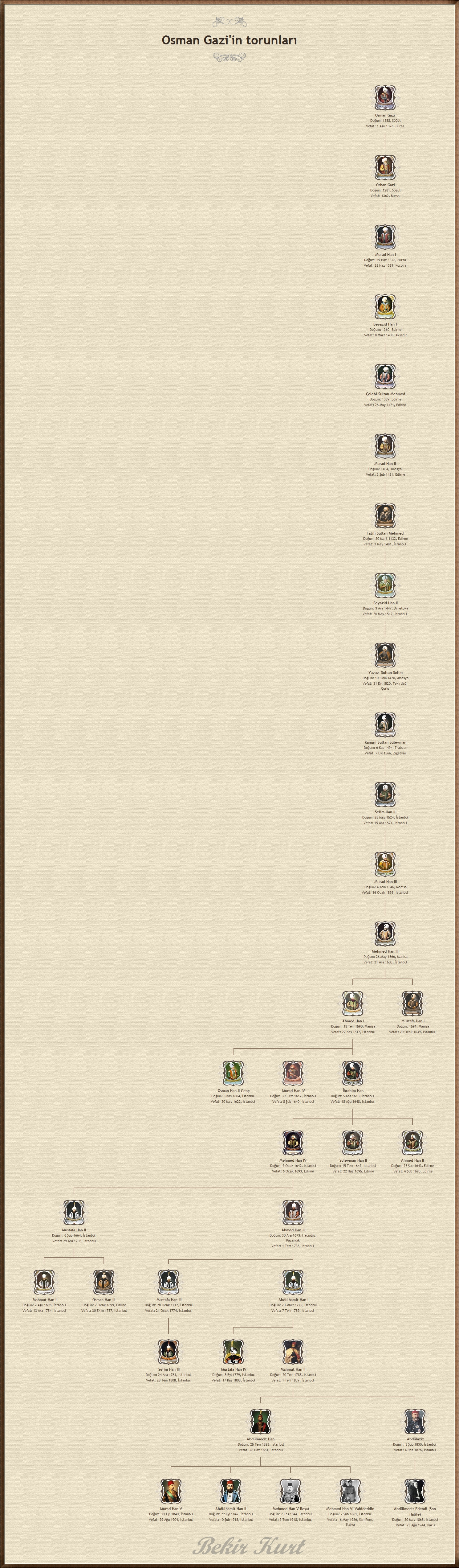
Árbol genealógico completo

Desde el siglo XIV hasta finales del siglo XVI, los otomanos practicaron la sucesión abierta, algo que el historiador Donald Quataert ha descrito como " la supervivencia del hijo más apto, no del mayor ".Durante la vida de su padre, todos los hijos adultos del sultán de la familia reinante Osmanoğlu recibieron gobernaciones provinciales para ganar experiencia en administración (una práctica que se encuentra comúnmente en la tradición de Asia Central), acompañados y guiados por sus séquitos y tutores.Tras la muerte de su padre, el sultán reinante, estos hijos lucharían entre ellos por la sucesión hasta que uno emergiera triunfante. El primer hijo que llegara a la capital y tomara el control de la corte generalmente se convertiría en el nuevo gobernante.La proximidad de un Şehzade (príncipe) a Constantinopla mejoraba sus posibilidades de éxito, simplemente porque podía enterarse de la muerte de su padre, tomar el control de la corte otomana en la capital y declararse sultán primero. Un sultán podía así dar pistas sobre su sucesor preferido al darle a su hijo favorito un puesto de gobernador más cercano.  Bayaceto II , por ejemplo, tuvo que luchar contra su hermano Cem Sultan en la década de 1480 por el derecho a gobernar.
En ocasiones, los medio hermanos comenzaban la lucha incluso antes de la muerte de su padre. Bajo el reinado de Solimán el Magnífico (1520-1566), la lucha entre sus hijos Şehzade Mustafa y Şehzade Selim (más tarde Selim II) causó tanta agitación interna que Solimán ordenó la muerte de Şehzade Mustafa y otro hijo, Şehzade Bayezid, dejando a Şehzade Selim como único heredero.
Durante los reinados de Solimán I y Selim II, la Haseki Sultan (en turco otomano: خاصکى سلطان) o consorte principal alcanzó una mayor prominencia. Al ganar poder dentro del harén imperial, la favorita pudo maniobrar para asegurar la sucesión de uno de sus hijos. Esto condujo a un corto período de primogenitura efectiva. Sin embargo, a diferencia del período anterior, cuando el sultán ya había derrotado a sus hermanos y rivales potenciales por el trono en la batalla, estos sultanes tenían el problema de muchos medio hermanos que podían actuar como foco de facciones rivales. Por lo tanto, para evitar intentos de apoderarse del trono, los sultanes reinantes practicaron el fratricidio al acceder al trono, comenzando con Murad I en 1362.Tanto Murad III como su hijo Mehmed III hicieron asesinar a sus medio hermanos. La matanza de todos los hermanos y medio hermanos del nuevo sultán (que solían ser bastante numerosos) se hacía tradicionalmente mediante estrangulamiento manual con un cordón de seda . A medida que pasaban los siglos, el asesinato ritual fue reemplazado gradualmente por el confinamiento solitario de por vida en la "Jaula Dorada" o kafes, una habitación en el harén de la que los hermanos del sultán nunca podían escapar, a menos que por casualidad se convirtieran en presuntos herederos. Algunos ya habían perdido la estabilidad mental cuando se les pidió que gobernaran.
Mehmed III fue el último sultán que había ocupado previamente un puesto de gobernador provincial. Los hijos permanecían ahora dentro del harén hasta la muerte de su padre. Esto no solo les negaba la capacidad de formar facciones poderosas capaces de usurpar a su padre, sino que también les negaba la oportunidad de tener hijos mientras su padre siguiera vivo. Así, cuando el hijo de Mehmed subió al trono como Ahmed I, no tenía hijos propios. Además, como era menor de edad, no había pruebas de que pudiera tener hijos. Esto tenía el potencial de crear una crisis de sucesión y condujo a un final gradual del fratricidio. Ahmed hizo matar a algunos de sus hermanos, pero no a Mustafá (más tarde Mustafá I). Del mismo modo, Osmán II permitió que sus medio hermanos Murad IV e Ibrahim vivieran. Esto condujo a un cambio en el siglo XVII de un sistema de primogenitura a uno basado en la antigüedad agnática, en el que el varón de mayor edad dentro de la dinastía sucedía, también para garantizar sultanes adultos y evitar tanto fratricidios como el sultanato de mujeres. Así, Mustafá sucedió a su hermano Ahmed; Süleyman II y Ahmed II sucedieron a su hermano Mehmed IV antes de ser sucedidos a su vez por el hijo de Mehmed, Mustafá II. La antigüedad agnática explica por qué a partir del siglo XVII en adelante un sultán fallecido rara vez era sucedido por su hijo, sino generalmente por un tío o hermano. También significaba que los gobernantes potenciales tenían que esperar mucho tiempo en los kafes antes de ascender al trono, de ahí la vejez de ciertos sultanes en su entronización.Aunque en el siglo XIX hubo intentos de sustituir la antigüedad agnaticia por la primogenitura, no tuvieron éxito y la antigüedad se mantuvo hasta la abolición del sultanato en 1922.

## Jefes de la dinastía tras 1922
| N.º | Imagen | Nombre                     | Notas                                            | Inicio                       | Fin / Muerte                 | R.    |
| --- | ------ | -------------------------- | ------------------------------------------------ | ---------------------------- | ---------------------------- | ----- |
| 36  |        | Mehmed VI                  | Sultán entre 1918 y 1922                         | 1 de noviembre de 1922       | 16 de mayo de 1926           |       |
| 37  |        | Abdülmecid II              | Hijo del sultán Abdülaziz; último califa otomano | 16 de mayo de 1926           | 23 de agosto de 1944         |       |
| 38  |        | Ahmed Nihad Osmanoğlu      | Nieto de Murad V                                 | 23 de agosto de 1944         | 4 de junio de 1954           | [ 4 ] |
| 39  |        | Osman Füad Osmanoğlu       | Nieto de Murad V                                 | 4 de junio de 1954           | 19 de mayo de 1973           | [ 5 ] |
| 40  | —      | Mehmed Abdülaziz Osmanoğlu | Nieto de Abdülaziz                               | 1973                         | 1977                         |       |
| 41  |        | Ali Vâsıb Osmanoğlu        | Bisnieto de Murad V                              | 1977                         | 1983                         |       |
| 42  |        | Orhan Osmanoğlu            | Nieto de Abdülhamid II                           | 1983                         | 1994                         |       |
| 43  | —      | Ertuğrul Osmanoğlu         | Nieto de Abdülhamid II                           | 1994                         | 2009                         |       |
| 44  | —      | Bayezid Osmanoğlu          | Bisnieto de Abdülmecid                           | 23 de septiembre de 2009     | 7 de enero de 2017           | [ 6 ] |
| 45  | —      | Dündar Osmanoğlu           | Bisnieto de Abdülhamid II                        | 7 de enero de 2017           | 18 de enero de 2021          | [ 7 ] |
| 46  |        | Harun Osmanoğlu            | Hermano del anterior                             | desde el 18 de enero de 2021 | desde el 18 de enero de 2021 | [ 7 ] |

## Tabla cronológica
|  |